# Colegiul Național „Petru Rareș” din Piatra Neamț
Colegiul Național „Petru Rareș” este o instituție de învățământ liceal din municipiul Piatra Neamț, situat pe strada Ștefan cel Mare nr. 4. Clădirea colegiului este monument istoric, înscris în lista monumentelor istorice din județul Neamț, cod  NT-II-m-B-10574.

## Istoric
În anul 1869, la 27 noiembrie, se deschide școala, având ca profesori pe Ion Negre (partea științifică) și pe Calistrat Hogaș (partea literară), conducerea fiindu-i încredințată acestuia din urmă. Profilul acestei școli fiind atât clasic (1869-1878), cât și real (1878-1897). 

## Absolvenți celebri
- Nicolae Dăscălescu (1884-1969) - general de corp de armată, comandantul Armatei a 4-a (1945) în Al Doilea Război Mondial[2]